# Woodstock 1999
Woodstock 1999, znany również jako Woodstock 99, odbył się 22-25 lipca 1999 i był drugim muzycznym festiwalem na tak wielką skalę (po Woodstock 94), który starał się naśladować oryginalny Woodstock z 1969 roku. Koncert odbył się w stanie Nowy Jork, w małym mieście Rome. W imprezie wzięło udział ok. 200 tysięcy osób. MTV nagrało relację z całego weekendu, która była dostępna na pay-per-view. Fragmenty występów zostały później wydane na CD i DVD.
Woodstock 1999 został szczególnie zapamiętany dzięki mediom, które podawały wiele doniesień na temat przemocy, gwałtów, pożarów i nagłego przerwania samej imprezy (tak naprawdę sam festiwal został doprowadzony do samego końca).

## Organizacja

### Miejsce
Koncert przeprowadzono w byłej bazie lotniczej „Griffiss Force”. Przed koncertem organizatorzy tego wydarzenia robili wszystko, by uniknąć awarii, jakie miały miejsce w poprzednich latach, a także zabezpieczyć obiekt przed osobami, które będą próbowały dostać się do środka bez biletów. W tym celu postawiono trzymetrowe ogrodzenie. Do ochrony zostało wynajętych ok. pięciuset policjantów.
Woodstock 99 został opracowany i wykonany jako przedsięwzięcie komercyjne z dziesiątkami sponsorów. Bilety kosztowały 150$ plus opłaty za dodatkowe usługi dostępne w czasie festiwalu.

## Problemy

### Środowisko
Upały, które osiągały ponad 38 °C i trudne warunki środowiskowe towarzyszyły festiwalowi od początku. Uczestnicy, którzy nie mogli wnieść pożywienia i wody, musieli nabyć je albo od sprzedawców będących na miejscu po zawyżonej cenie, albo w pobliskich małych sklepikach z wielkimi kolejkami. Liczba zainstalowanych łazienek okazała się zbyt mała, a część sfrustrowanych ludzi zaczęła niszczyć rury w celu dostania się do źródła wody, co z kolei spowodowało pojawienie się dużych dołów błota.

### Przemoc
Niektóre akty przemocy i grabieży zostały zgłoszone w trakcie sobotniego występu Limp Bizkit. Recenzenci koncertu skrytykowali lidera zespołu, zarzucając mu namawianie tłumu do nieodpowiednich zachowań.
Zamieszki nasiliły się następnego wieczoru podczas występu Red Hot Chilli Peppers. W trakcie wykonywania utworu „Under the Bridge”, uczestnikom zostały rozdane świece. Niektórzy użyli ich do rozpalenia ognisk, wykorzystując jako podpałkę wszędzie leżące śmieci, a także sklejkę z rzekomo nienaruszalnego ogrodzenia. Podczas wykonywania utworu „Fire” Jimiego Hendrixa na życzenie jego przyrodniej siostry, wybuchł mały pożar, do którego została wezwana ochrona. Tłum zaczął zachowywać się agresywnie, wszędzie było pełno błota i śmieci. Po pewnym czasie została wezwana policja.

### Po koncercie
Policja zbadała cztery domniemane przypadki gwałtów, które miały miejsce podczas koncertu. Naoczni świadkowie widzieli, jak pewna kobieta była zbiorowo gwałcona podczas koncertu Limp Bizkit. Siedmiu gwałcicieli zostało aresztowanych, jednak wiele przestępców zdołało uciec dzięki zamieszaniu. Około dwunastu przyczep, mały autobus, kilka przenośnych kabin i toalet spłonęło podczas koncertu. Sześć osób zostało rannych.

## Wykonawcy

### 22 lipca

#### Zachodnia Scena
- Frostbit Blue
- K.J. James
- Little Big Jam
- Gridley Page
- Djoliba
- Red Herring
- Rattlebasket
- In Blom
- Flipp
- 3rd Bass
- Vertical Horizon
- Strange Folk
- G. Love and Special Sauce
- The String Cheese Incident

### 23 lipca

#### Zachodnia Scena
- Spitfire
- Oleander
- The Umbilical Brothers
- moe.
- Lit
- Buckcherry
- The Roots
- Insane Clown Posse
- George Clinton & the P.Funk All-Stars

#### Wschodnia Scena
- James Brown
- G.Love and Special Sauce
- Jamiroquai
- Live
- Sheryl Crow
- DMX
- The Offspring
- KoЯn
- Bush

### 24 lipca

#### Zachodnia Scena
- Spitfire
- Guster
- Bruce Hornsby
- Everclear
- Ice Cube
- Los Lobos
- Mickey Hart/Planet Drum
- Moby
- The Chemical Brothers
- Fatboy Slim

#### Wschodnia Scena
- The Tragically Hip
- Kid Rock
- Wyclef Jean with the Refugee Allstars
- Counting Crows
- Dave Matthews Band
- Alanis Morissette
- Limp Bizkit
- Rage Against the Machine
- Metallica

### 25 lipca

#### Zachodnia Scena
- Spitfire
- Mike Ness
- Sevendust
- Collective Soul
- Godsmack
- Reveille
- Megadeth

#### Wschodnia Scena
- Willie Nelson
- The Brian Setzer Orchestra
- Everlast
- Elvis Costello
- Jewel
- Creed wraz z Robby'em Krieger'em
- Red Hot Chili Peppers

### Nagrania
Muzyka z Woodstock 1999 została wydana w dwupłytowym zestawie – Woodstock 1999. Album został wydany nakładem Epic Records w październiku 1999 roku.